# Андреев, Михаил Степанович
Михаи́л Степа́нович Андре́ев (1873—1948) — русский и советский востоковед, исследователь культуры народов Средней Азии, этнограф и языковед, в ранние годы археолог.

## Биография
Михаил Степанович Андреев, внук простого солдата, родился в Ташкенте 24 сентября 1873 года. Учился в Ташкентской гимназии, из которой в 1889 г. перешёл в Туркестанскую учительскую семинарию.
Будучи семинаристом, М. С. Андреев часто посещал «старогородскую» часть Ташкента и с течением времени сблизился с некоторыми учащимися медресе, а при их посредстве с семьей казия Шариф-Ходжи и с Убайдулла-Максумом мударрисом медресе Ишан Кули-додхо, которого М. С. Андреев уговорил вести с ним занятия по арабско-персидско-турецкой литературе.
В годы обучения в семинарии М. С. Андреев стал хворать и по совету врачей совершал поездки в горы. В бытность свою в Чимкенте он присоединился к киргизскому кочевому аулу и внимательно наблюдал за его жизнью и бытом.
В последующем поездки М. С. Андреева приобретают систематический характер (верховья Ангрена, Ферганская долина, Кызылкумы, Фальгар, Матча и др.). Достигнув в одной из поездок Зарафшанского ледника, М. С. Андреев возвратился через перевал Янги-Сабак, а в последующем совершил путешествие из Шахрисабза в Гиссарскую долину, верховья реки Обихингоу, в Ягноб и вернулся в Ташкент через Ура-Тюбе.
По окончании в 1893 году Ташкентской учительской семинарии М С. Андреев работал в Ходженте «заведующим вечерними курсами для местного национального населения» и посещал различные места Туркестанского края, усердно занимаясь собиранием археологических и этнографических данных.
В 1894 году он получил приглашение работать практикантом по восточным языкам в Ташкентскую учительскую семинарию и в Ташкентское реальное училище, по поручению которого им было составлено учебное пособие по узбекскому языку. Преподавательскую работу в семинарии М. С. Андреев вел в 1894—1896 гг. В 1895 г. в печати появилась первая этнографическая статья М. С. Андреева о пережитках языческих обрядов в среде коренного местного населения. С организацией в Ташкенте Туркестанского кружка любителей археологии (1895 г.) М. С. Андреев принимает активное участие в его работе.
Неутомимость, энергичность, неизменное тяготение к научным экспедициям и рекогносцировкам по малоизвестным местностям были отличительной чертой М. С. Андреева.
В 1896 г. в Ташкент из Петербурга прибыл чиновник особых поручений Министерства внутренних дел А. А. Половцов, командированный для изучения состояния и задач переселенческого дела в Средней Азии и Закавказье. По рекомендации знатока Туркестанского края В. П. Наливкина М. С. Андреев занял должность секретаря Половцова, с чем были связаны в частности его поездки по Закаспию и Закавказью, М. С. Андреев стал постоянным спутником и сотрудником Половцова человека, не лишённого научных интересов и склонности к меценатству.
Будучи секретарём А. А. Половцова, по его поручению Андреев приобрел для него в Ташкенте дом у ташкентского купца Иванова и провел значительную перестройку интерьеров этого дома в восточном стиле. Архитектором перестройки был А. А. Бурмейстер. Этот дом был известен в Ташкенте как «дом Половцова». Впоследствии в доме располагались разные организации, в доме располагался учебный центр резьбы по ганчу, чеканке, вышивальный цех, с июля 1937 года в доме размещался Музей кустарных промыслов, а в настоящее время — музей Прикладного искусства Узбекистана.
С возвращением Половцова к месту постоянного жительства М. С. Андреев принял его предложение о переезде в Петербург, где в связи со своими научными занятиями вошёл в живое общение с виднейшими востоковедами С. Ф. Ольденбургом, В. В. Радловым и К. Г. Залеманом, по достоинству оценившими эрудицию М. С. Андреева и его преданность науке, в частности глубокое знание им языков, жизни и быта народов Средней Азии.
Зиму 1898 года он провёл с Половцовым в Париже, выучив французский язык. Помимо своих служебных обязанностей он занимался в Восточном отделении Французской Национальной библиотеки.
Все эти и последующие годы М. С. Андреев не порывал связей с Туркестаном и подолгу жил в Ташкенте, продолжая здесь сбор лингвистических и этнографических материалов.
В 1902 г. М. С. Андреев проехал через Ош на Памир, в Вахан, Ишкашим и обратно. Научным результатом поездки явилась совместная с А. А. Половцовым публикация по этнографии племен Ишкашима и Вахана. В ходе поездки, а затем во время проживания в Ташкенте М. С. Андрееву удалось собрать, в частности, некоторые материалы по почти неведомому тогда науке язгулямскому языку.
В 1906 г. М. С. Андреев уехал в Индию в связи с назначением А. А. Половцова генеральным консулом в Бомбее. Академия наук дала ему поручение по сбору этнографических коллекций. Об усердии М. С. Андреева в этом направлении свидетельствует тот факт, что в Музей антропологии и этнографии Академии наук им была передана коллекция в составе 1000 экспонатов. В Индии М. С. Андреев изучал языки хинди и пушту,.
В 1907 г., во время отпуска, М. С. Андреев вновь прибыл в Среднюю Азию, пройдя пешком вместе с братом генконсула П. А. Половцовым из Кашгара через Гималаи по перевалу Кара-Корум в Западный Тибет, а оттуда, проехав Яркенд, Ташкурган, Вахан, Шугнан и Восточный Памир, в долину Ферганы. В 1911 г. он был избран членом-корреспондентом Географического общества Бенгалии.
Личный переводчик консула и вице-консул России в Индии и французских колониях Индии и Индокитая (1906—1914).
По возвращении на родину М. С. Андреев был назначен инспектором народных училищ в Ходжентском и Джизакском уездах Самаркандской области. Русское географическое общество поручило ему работу по составлению этнографической карты Туркестанского края, выполняя которую он посетил Нур-Атинские горы и прилегающую к ним территорию Кызылкумов, а в 1916 г. совершил поездку в Матчу.
Великая Октябрьская социалистическая революция застала М. С. Андреева в Ходженте. С установлением здесь Советской власти он был назначен комиссаром народного образования Ходжентского уезда, а затем вызван в Ташкент, где ему была поручена организация востоковедческого вуза.
В ноябре 1918 г. в Ташкенте начал функционировать Туркестанский восточный институт. Его первым руководителем стал Михаил Степанович Андреев, энергии которого молодой Институт был во многом обязан умелым подбором преподавателей, хорошим помещением, обзаведением учебным оборудованием, библиотекой, археологическими и нумизматическими коллекциями и т. п. Сам Андреев вел занятия по персидскому языку и таджикским наречиям, читал курсы по этнографии таджиков и др.
Активная деятельность М. С. Андреева в Туркестанском восточном институте, а затем в качестве доцента и профессора па восточном факультете Среднеазиатского государственного университета (САГУ) продолжалась более двадцати лет. Преподавательскую работу на востфаке САГУ М. С. Андреев вел и в годы Великой Отечественной войны и после неё, будучи некоторое время также профессором исторического факультета, где он ведал кафедрой этнографии.
В 1923 г. М. С. Андреев был избран членом-корреспондентом Центрального Бюро краеведения при Академии наук, а в 1928 г. последовало награждение его золотой медалью Географического общества.
Все эти годы М. С. Андреев неутомимо организовывал различные экспедиции по сбору и изучению этнографических и фольклорных материалов. Этнографические коллекции поступали в Главный Среднеазиатский музей в Ташкенте, заведующим которого состоял одно время М. С. Андреев, и в другие музеи.
В 1921 г. М. С. Андреев был назначен членом Научной Комиссии по обследованию быта коренного населения Туркестана при Совнаркоме Туркестанской АССР и возглавил экспедицию по составлению этнографической карты республики. В 1921—1922 гг. экспедиция работала в Самаркандском, Каттакурганском, Джизакском и Ходжентском уездах. В 1923 г. М. С. Андреев посетил верховья Чирчика, в 1924 г. — Матчу, Каратегин, Гиссар и Ягноб. В 1925 г. под его руководством работала экспедиция по маршруту Ташкент — Ура-Тюбе — долина Зарафшана — Ягноб — Анзобский перевал — Душанбе — Каратегин — Дарваз — Припамирье — Памир — Ош. Итогом экспедиции явился сбор богатейшей этнографической коллекции. М. С. Андреев был одним из группы ученых (И. И. Зарубин, Н. Г. Маллицкий, Л. В. Ошанин, А. А. Семёнов и др.) осуществившей большую работу по сбору подготовительных материалов к осуществлению в 1924 г. национально-государственного объединения народов Средней Азии.
В 1926 г. М. С. Андреев осуществил поездку в Афганистан в качестве старшего драгомана советско-афганской комиссии отдела Среднего Востока НКИД СССР, использовав своё пребывание в этой стране для сбора сведений по языку и быту таджиков долины Панджшира.
В 1927 г. М. С. Андреев возглавил экспедицию в Ягноб, а в 1929 г. в долину Хуф.
31 января 1929 года М. С. Андреев по представлению выдающихся советских востоковедов академиков С. Ф. Ольденбурга, В. В. Бартольда, Ф. И. Щербатского и И. Ю. Крачковского был избран в члены-корреспонденты АН СССР — Отделение гуманитарных наук (по разряду восточных наук (иранистика)).
В 1930 году коллегией ОГПУ подвергнут административной высылке в Алма-Ату на 3 года. Возвращён в Ташкент досрочно.
В 1934 году М. С. Андреев по предложению Совнаркома Таджикской ССР и ЦК Компартии Таджикистана осуществил экспедицию в Припамирье для пополнения собранных ранее этнографических и языковых материалов по долине Хуф и другим прилегающим к Пянджу долинам.
С конца 1934 до 1940 г. М. С. Андреев состоял также в должности консультанта по искусству народов Средней Азии в Музее искусств в Ташкенте. В 1936 году он возглавил этнографическо-искусствоведческую экспедицию Музея в Бухару и Хиву. В 1937 году последовала ещё одна экспедиция Музея в селение Нур-Ата и в г. Маргилан.
10 августа 1938 г. М. С. Андреев подвергнут аресту, обвинён в шпионаже в пользу английской разведки, но освобождён 11 июня 1939 года.
На допросе 11 мая 1939 г. следователь УГБ НКВД Узбекистана задал вопрос обвиняемому М. С. Андрееву: «За что Вы в 1930 году коллегией ОГПУ в г. Ташкенте были высланы в г. Алма-Ата?» На что Андреев туманно ответил: «В 1930 году я по решению коллегии ОГПУ в г. Ташкенте в числе 11 человек, профессоров и преподавателей Восточного факультета САГУ, а именно: Граменицкий, Гаррицкий Александр Александрович, [[Умняков, Иван Иванович[|Умняков]], Фиолетов, Панков Александр Васильевич и др., был выслан из г. Ташкента сроком на 3 года с зачётом времени со дня ареста (приблизительно около 6 месяцев, когда я находился под следствием). Добавлю, в числе высланных были Шмидт Александр Эдуардович, Семёнов Александр Александрович, Маллицкий Николай Гурьевич и Гаврилов Михаил Филиппович. Причины высылки мне никогда до сих пор не были понятны, в предъявленном мне тогда обвинении по 58 ст. УК я себя виновным не признал…»
Показания Шмидта А. Э. я считаю совершенно неверными и категорически отрицаю как существование группы, так и свою причастность к ней, ибо я никогда ни в какую контрреволюционную группу не входил…
В 1940 году М. С. Андреев организовал экспедицию, собравшую обширные и разнообразные материалы по арку старой Бухары. Его супругой и соратником была А.К.Писарчик. Их дочь Екатерина Михайловна Андреева, арахнолог, кандидат биологических наук.
В годы Великой Отечественной войны М. С. Андреев принимал живейшее участие в работе созданной в Ташкенте группы Института востоковедения АН СССР в качестве сотрудника индийского кабинета. Участвовал М. С. Андреев и в заседаниях организованных в Ташкенте тюркологического и среднеазиатского кабинетов.
3 ноября 1943 г. М. С. Андреев был избран действительным членом (академиком) созданной тогда Академии наук Узбекской ССР. В 1944—1947 гг. М. С. Андреев руководил коллективом этнографов Института истории и археологии Академии наук Узбекской ССР, а в 1947 г. переехал в Сталинабад, где вёл работу по подготовке к открытию Музея археологии и этнографии.
Издано около 60 его работ. Член Туркестанского кружка любителей археологии, Общества по изучению Таджикистана и иранских народностей за его пределами, Туркестанского отделения РГО и других.
Трагически погиб  10 ноября 1948 года в Сталинабаде (Душанбе).

## Награды и звания
- орден Трудового Красного Знамени (10.06.1945)
- медали
- Заслуженный деятель науки Таджикской ССР (1944)
- Заслуженный деятель науки Узбекской ССР (1945)

## Основные сочинения
- Руководство для первоначального обучения сартовскому языку в Ташкентском реальном училище. Ташкент, 1896 (литогр.);
- Андреев М. С., А. А. Половцов Материалы по этнографии иранских племен Средней Азии. Ишкашим и Вахан. СПб. Сборник Музея Антропологии и Этнографии 9. 41 с.
- Вещие сны, несколько примет и детская игра «Сорока-ворона» среди некоторых народов, главным образом Средней Азии // ИСКМОПСИП. 1923. Вып. 2. С. 1-34;
- Деревянная колонна в Матче // ИРАИМК. 1925. Т. 4. С. 115—118;
- Выработка железа в долине Ванча (верховья Аму-Дарьи).- Ташкент, 1926.
- По этнологии Афганистана. Долина Панджшир: (Материалы из поездки в Афганистан в 1926 г.). (Общество для изучения Таджикистана и иранских народностей за его пределами)101 с. Ташкент, 1927;
- По поводу процесса образования примитивных среднеазиатских древних цехов и цеховых сказаний (рисаля) // Этнография. 1927. № 2. С. 323—326;
- Краткий обзор некоторых особенностей таджикских говоров: (Материалы). Сталинабад; Ташкент, 1930;
- Язгулемский язык: Таблицы глаголов. Л., 1930;
- О таджикском языке настоящего времени. — В кн.: Материалы по истории таджиков в Таджикистане. Сталинабад, 1945;
- Таджики долины Хуф (верховья Аму-Дарьи). Вып. 1—2. Сталинабад, АН Тадж. ССР, 1953—1958. Вып. I. 1953. 247 с. [(Труды АН Тадж. ССР, Т. 7. Материалы к изучению культуры и быта таджиков. (Институт истории, археологии и этнографии АН Таджикской ССР)]; Вып. 2. Подготовка к печати, примеч. и доп. А. К. Писарчик. 1958. 521 с. (Труды АН Тадж. ССР. Т. I. XI);
- Ягнобские тексты. С приложением ягнобско-русского словаря. Сост.: М. С. Андреев, В. А. Лившиц и А. К. Писарчик. М.—Л., АН СССР, 1957. 392 с. (АН СССР. АН Тадж. ССР). — Авт.: М. С. Андреев и Е. М. Пещерова;
- Материалы по этнографии Ягноба. (Записи 1927—1928 гг.). Душанбе, «Дониш», 1970. 192 с.;
- Арк (кремль) Бухары в конце XIX — начале XX в. Душанбе, 1972 (совм. с О. Д. Чехович).